# Konstantynów (Warszawa)
Konstantynów – osiedle w północno-wschodniej części Warszawy, w dzielnicy Białołęka.
Niewielkie osiedle na Białołęce blisko granicy z Targówkiem. Sąsiaduje także z osiedlami: Żerań Wschodni, Białołęka Szlachecka, Brzeziny i Annopol. Miejski System Informacji nie uwzględnia jednak istnienia tego osiedla i jego teren włączony w teren sąsiednich osiedli. Konstantynów leży przy Kanale Żerańskim.
Jeszcze w pierwszej połowie XX w. Konstantynów był podwarszawską wsią. W 1951 r. wraz z sąsiednimi wsiami został przyłączony do Warszawy.